# Joe E. Tata
Joe E. Tata, egentligen Joseph Evans Tata, född 13 september 1936 i Pittsburgh, Pennsylvania, död 24 augusti 2022 i Los Angeles, Kalifornien, var en amerikansk skådespelare. Han är mest känd i rollen som Nathaniel ”Nat” Bussichio, ägaren till serveringen "The Peach Pit" i TV-serien Beverly Hills.